# Phalaenopsis mirabilis
Espèce
Classification phylogénétique
Phalaenopsis mirabilis est une espèce de plantes à fleurs de la famille des Orchidaceae (les orchidées) et du genre Phalaenopsis. Il s'agit d'une espèce découverte tardivement en Thaïlande et identifiée en 1988 par Gunnar Seidenfaden.
Les botanistes ont d'abord pensé qu'il s'agissait d'un nouveau genre qui fut baptisé Lesliea avant de le reclasser parmi les Doritis. Puis à la suite d'analyses phylogénétiques approfondies, Le genre Doritis a été transféré dans les Phalaenopsis.
- Synonymes [2]:
  - Doritis mirabilis (Seidenf.) T.Yukawa & K.Kita 2005.
  - Lesliea mirabilis Seidenf. 1988. (basionyme)

## Écologie
origines : Thaïlande